# VPRO Cinema
VPRO Cinema (voorheen cinema.nl) is het filmplatform van de Nederlandse publieke omroep VPRO.
VPRO Cinema beheert de website cinema.nl, die filmnieuws, recensies en interviews bevat en verslag doet van filmfestivals in binnen- en buitenland. De website bevat een filmdatabase met meer dan 100.000 filmtitels en 300.000 personen.
De redactie van VPRO Cinema schrijft artikelen voor de VPRO Gids, maakt het filmprogramma CinemaTV voor NPO Cultura, de programmering van de VPRO Filmdagen op het IFFR en de tv-serie VPRO Cinema Collectie, waarin in iedere aflevering een speelfilm wordt voorafgegaan door een interview met de regisseur. Tijdens de Nederlandse Filmdagen wordt de Cinema.nl Afficheprijs uitgereikt.

## Geschiedenis
Cinema.nl werd in  2001 opgericht als samenwerkingsverband tussen de VPRO en de Volkskrant. NU.nl begon in 2003 een filmrubriek in samenwerking met cinema.nl. In 2007 maakte cinema.nl een wekelijks Filmjournaal op Nederland 2, gevolgd door het televisieprogramma Cinema.nl. In 2011 stapte de Volkskrant uit het project en ging de VPRO alleen verder. Cinema.nl mocht in 2012 een serie films uitkiezen die in Melkweg werden vertoond. De website wordt anno 2015 in haar voortbestaan bedreigd door nieuwe regelgeving voor de publieke omroep.

## Winnaars Cinema.nl Afficheprijs
- 2014: Jongens (ontwerp: Susanne Keilhack)
- 2013: De nieuwe wildernis (ontwerp Arent Jack)
- 2012: L'Amour des Moules (ontwerp Joost Hiensch en Susanne Keilhack / ShoSho)
- 2011: 170 Hz (ontwerp Shosho / Joost Hiensch en Susanne Keilhack)
- 2010: Zonder pardon (ontwerp De ontwerpconcurrent / Fotografie Vincent van den Hoogen)
- 2009: Angst (ontwerp Sander Plug)
- 2008: De Muze (ontwerp Silvia Vergeer, Studio Beige)
- 2007: Ellen ten Damme (ontwerp Paul Postma)
- 2006: Diep (ontwerp Brat Ljatifi)
- 2005: 06/05 (ontwerp Frank Kempes)
- 2004: Grimm (ontwerp Alex van Warmerdam)
- 2003: Van God los (ontwerp Gijs Kuijper)
- 2002: Minoes (ontwerp Michael van Randeraat)
- 2001: Îles flottantes (ontwerp Brat Ljatifi)

## Prijs
- 2006: Zilveren Prichettprijs

## Trivia
- In 2007 stonden twee verschillende televisieprogramma's van Cinema.nl tegelijk geprogrammeerd op Nederland 2 en 3.[8]